# Mistrovství světa v judu 1991
XVI. mistrovství světa se konalo v Palau Blaugrana v Barceloně ve dnech 25.-28. července 1991.

## Program
- ČTV - 25.07.1991 - těžká váha (+95 kg, +72 kg) a polotěžká váha (−95 kg, −72 kg)
- PAT - 26.07.1991 - střední váha (−86 kg, −66 kg) a polostřední váha (−78 kg, −61 kg)
- SOB - 27.07.1991 - lehká váha (−71 kg, −56 kg) a pololehká váha (−65 kg, −52 kg)
- NED - 28.07.1991 - supelehká váha (−60 kg, −48 kg) a bez rozdílu vah

## Výsledky

### Muži
| Kategorie | Zlato                     | Stříbro              | Bronz                    | Bronz                       |
| --------- | ------------------------- | -------------------- | ------------------------ | --------------------------- |
| −60 kg    | Tadanori Košino (JPN)     | Jun Hjon (KOR)       | Nazim Husejnov (URS)AZE  | Philippe Pradayrol (FRA)    |
| −65 kg    | Udo Quellmalz (GER)       | Masahiko Okuma (JPN) | Sergej Kosmynin (URS)RUS | Jimmy Pedro (USA)           |
| −71 kg    | Tošihiko Koga (JPN)       | Joaquín Ruiz (ESP)   | Čong Hun (KOR)           | Vladimer Dgebuadze (URS)GEO |
| −78 kg    | Daniel Lascău (GER)       | Johan Laats (BEL)    | Bašir Varajev (URS)RUS   | Hidehiko Jošida (JPN)       |
| −86 kg    | Hirotaka Okada (JPN)      | Joseph Wanag (USA)   | Waldemar Legień (POL)    | Giorgio Vismara (ITA)       |
| −95 kg    | Stéphane Traineau (FRA)   | Paweł Nastula (POL)  | Marc Meiling (GER)       | Jiří Sosna (TCH)CZE         |
| +95 kg    | Sergej Kosorotov (URS)RUS | Frank Moreno (CUB)   | Kim Kon-su (KOR)         | Naoja Ogawa (JPN)           |

### Ženy
| Kategorie | Zlato                         | Stříbro                    | Bronz                        | Bronz                       |
| --------- | ----------------------------- | -------------------------- | ---------------------------- | --------------------------- |
| −48 kg    | Cécile Nowaková (FRA)         | Karen Briggsová (GBR)      | Rjóko Tamuraová (JPN)        | Legna Verdeciaová (CUB)     |
| −52 kg    | Alessandra Giungiová (ITA)    | Sharon Rendleová (GBR)     | Maritza Pérezová (CUB)       | Macumi Uedaová (JPN)        |
| −56 kg    | Miriam Blascová (ESP)         | Nicole Flagothierová (BEL) | Nicola Fairbrotherová (GBR)  | Li Čung-jün (CHN)           |
| −61 kg    | Frauke Eickhoffová (GER)      | Diane Bellová (GBR)        | Ja'el Aradová (ISR)          | Catherine Fleuryová (FRA)   |
| −66 kg    | Emanuela Pierantozziová (ITA) | Odalis Revéová (CUB)       | Rjóko Fudžimotová (JPN)      | Kate Howeyová (GBR)         |
| −72 kg    | Kim Mi-čong (KOR)             | Joko Tanabeová (JPN)       | Laëtitia Meignanová (FRA)    | Marion van Dorssenová (NED) |
| +72 kg    | Mun Či-jun (KOR)              | Čang Jing (CHN)            | Monique van der Leeová (NED) | Beata Maksymowová (POL)     |